# Kolozsvári Gondoskodó Társaság

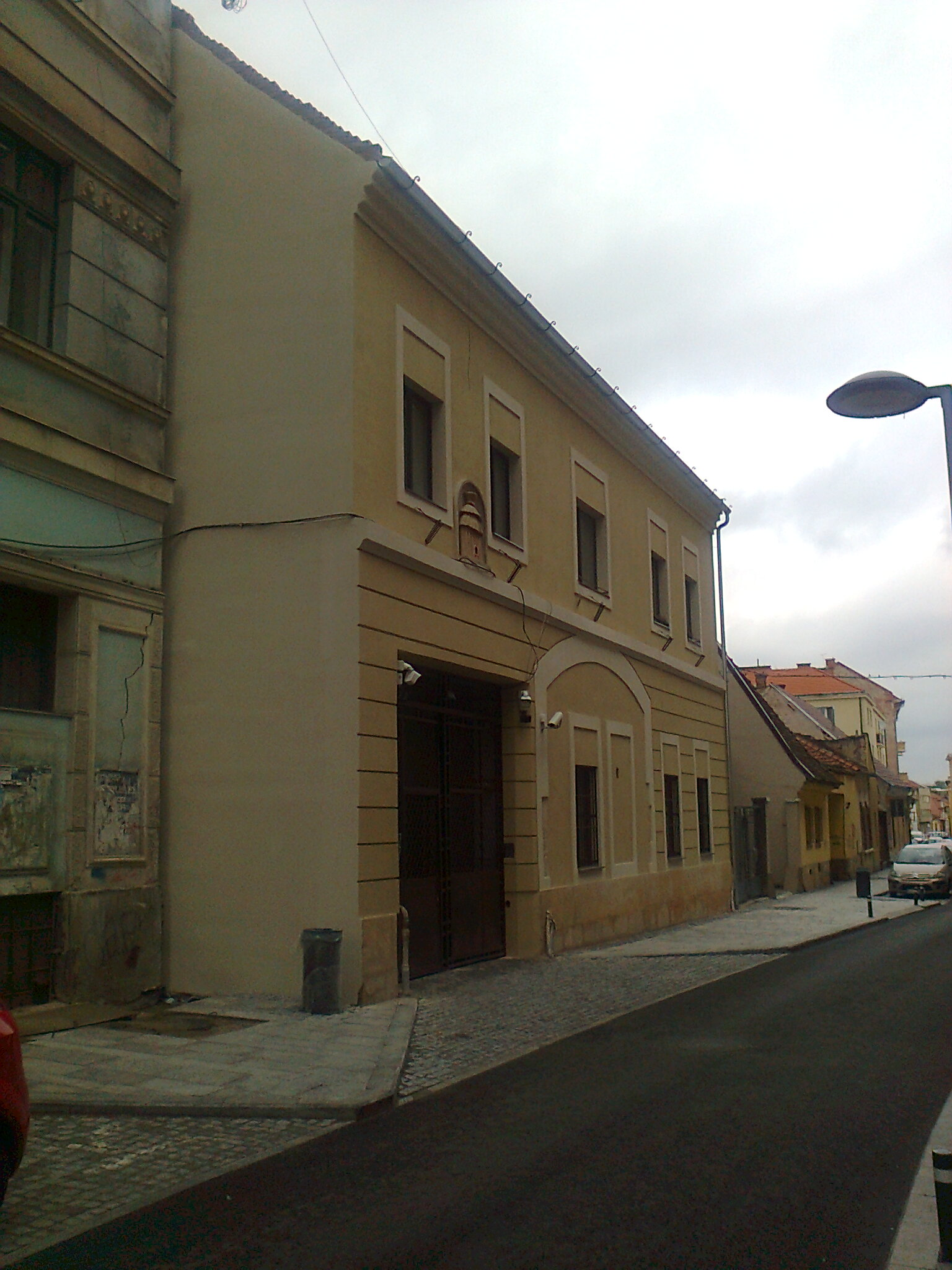
A Társaság egyik székháza a Király (ma I. C. Bratianu) utca 2. szám alatt, a
takarékosságot jelző méhkaptárral

A Kolozsvári Gondoskodó Társaság 1825-ben alakult Kolozsváron, és az első takarékossági bank az akkori Magyarország területén. Ezzel megelőzte a tíz évvel később alakult brassói, majd 15 évvel később létesített hasonló pesti intézményt.

## Története
Bölöni Farkas Sándor alapította meg 1825. június 30-án mint a guberniumi tisztviselők kölcsönös biztosítási intézményét, 
Kolozsvári Gondoskodó Társaság néven. Tagdíjként havonta bizonyos összeget kellett betenni. Az alapító okirat szerint „olyan cassat igyekeztünk felállítani, melyhez mindegyikünk a maga szükségében folyamodhassék s a maga capitálisát s annak interessét elöregedett állapotjában segedelem gyanánt felvehesse, s maradékainak s legátusainak hátrahagyhassa.” 
A társaságot a közgyűlés által választott vezetőség (akkori nevén „intézet") irányította, amelynek tagjai voltak:  elnök, 
pénztáros, ellenőr, titkár. A képzett tartalék örökölhető volt. 
Egy évet meg nem haladó időtartamra lehetett felvenni kölcsönt 6%-os kamatra. A havi díj mellett a tagok bármikor betétet 
képezhettek. Ezeket a betéteket betegség, nyugdíjazás, a szolgálatából való kilépés vagy a városból való elköltözés esetén 
lehetett igénybe venni.
Miután az 1867-es kiegyezés miatt megszűnt a Kormányszék (Gubernium) Kolozsváron, a régi tagok mellé a Kolozsváron lakó 
állami tisztviselők, állami középiskolai és egyetemi tanárok, városi tisztviselők, ügyvédek és közjegyzők is teljes jogú tagként beléphettek a társaságba.
Az impériumváltozás után 1924-ben szövetkezeti jogi formára 
váltották az eredeti magánjogi társasági formát, és csatlakoztak a Gazdasági és Hitelszövetkezetek Szövetségéhez, amelynek 
székhelye Kolozsváron volt. Ebben a formában működött az 1948-as államosításig.

## Megszüntetése
1948 augusztusában államosították a többi hasonló intézménnyel együtt. Ez az önkényesen kisajátítás közel 200 magyar bankot és  takarékpénztárat, több mint 1100 magyar szövetkezetet érintett.